# Ростран, Сесар
Сесар Ростран (исп. Cesar Rostrán; род. 11 ноября 1970) — никарагуанский футболист, полузащитник. Выступал за сборную Никарагуа.

## Биография
Сесар Ростран родился 11 ноября 1970 года.
Играл в футбол на позиции полузащитника.
Всю карьеру провёл в чемпионате Никарагуа. В 1986—1990 годах выступал за «Америку» из Манагуа, в составе которой дважды становился чемпионом страны (1988, 1990). В сезоне-88 забил 15 мячей.
В 1991—1996 годах защищал цвета «Баутисты» из Манагуа. В 1992 и 1993 годах забил по 18 мячей в чемпионате Никарагуа, в 1994 году — 22.
В сезоне-1996/97 играл за «Вальтер Ферретти» из Манагуа. Следующий сезон снова провёл в «Баутисте».
В 1991—1995 годах сыграл 8 матчей за сборную Никарагуа, забил 2 мяча. Дебютным для Ространа стал поединок 3 апреля 1991 года в рамках отборочного турнира Кубка наций Центральной Америки против сборной Сальвадора (2:3).

## Достижения
«Америка» (Манагуа)
- Чемпион Никарагуа (2): 1988, 1990